# Isla Cat
La Isla Cat  o Isla del Gato (en inglés Cat Island) es una de las islas centrales del archipiélago de las Bahamas. 
Tiene 60 metros de precipicios (una altura poco común para las Bahamas), bosques densos y cuevas que fueron habitadas en época precolombina por los indios arahuacos. Siendo uno de los baluartes de la zona oriental del archipiélago.
En Mount Alvernia se encuentra la ermita construida por el Padre Jerónimo. La regata Cat Island se celebra anualmente, durante las vacaciones de agosto.

## Historia
Los primeros habitantes de la isla del Gato se cree que fueron los arahuacos. Vivían en cuevas, que les servían como refugio. Los historiadores también creen que Cristóbal Colón pudo haber atracado por primera vez en la isla del Gato, por esta razón su extremo sur es llamado Columbus Point (Punta Colón).